# Paul Manderfelt
Paul Manderfelt, pseudoniem van Paul Vanderheyden (Beverlo, 23 maart 1934), is een Belgisch dichter, wonende te Hasselt. 
Paul Manderfelt is de auteur van de volgende gedichten en dichtbundels:
- "Zomer is ons huisdier"
- "Avonden"
- "Met Badoglio in de kastanjeboom"
- "Het minzame lijden" (Uitgeverij Nioba, Antwerpen,Amsterdam)
- "De ring van Schatzky" (Uitgeverij Nioba, Antwerpen-Amsterdam )
- "Agnus, Agnus" (Stad Maaseik)
- "Amabilea" (in box en in cassettevorm, ontwerp P. Guffens)
- "Eén tandje, het universum." (box en cassette, in samenwerking met beeldend kunstenares Rita Grootaert)

Werken van Paul Manderfelt werden ook gepubliceerd in verzamelbundels en bloemlezingen, o.a. in "Paricutin", drietalig, Euregio, "Van alle stijlen thuis", Ver. Vl. Letterkundigen , "Jubileum-Ledenboek" 75 j. KVLS , "Hotel New Flandres", 60 jaar Vlaamse poëzie.
- International Standard Name Identifier: 0000 0003 9685 9313
- Nederlandse Thesaurus van Auteursnamen: 072499591
- Virtual International Authority File: 291877927
- WorldCat: E39PBJycGDG7KK7Y66RDwKQDv3